# ماریا کاسارس
ماریا کاسارِس (اسپانیایی: María Victoria Casares Pérez‎; ۲۱ نوامبر ۱۹۲۲ – ۲۲ نوامبر ۱۹۹۶) هنرپیشه تئاتر صاحب‌سبک اسپانیایی‌تبار اهل فرانسه بود.
از فیلم‌هایی که در آنها نقش داشته می‌توان به صومعهٔ پارم، کتاب‌خوان، بچه‌های بهشت، اورفئوس، بانوان جنگل بولونی و گرنیکا اشاره کرد.
او برنده جوایزی همچون لژیون دونور شده‌است.
آلبر کامو نویسنده و فیلسوف فرانسوی مدتی با این بازیگر در ارتباط بود.